# Ritorna amore/Ma ti penso, sai
Ritorna amore/Ma ti penso, sai è un singolo della cantante italiana Orietta Berti pubblicato nel 1971 dalla casa discografica Polydor.

## Descrizione
La cantante con il brano Ritorna amore partecipa a Canzonissima e alla Mostra Internazionale di Musica Leggera a Venezia.
Il brano inoltre è stata la sigla di Gran Varietà.
Invece il brano Ma ti penso, sai è stato già pubblicato nel 1970, come lato B del brano Ah l'amore che cos'è e sempre nel 1970 è stata sigla di Pensando a te su Radio Monte Carlo.

## Tracce
1. Ritorna amore (Di Lorenzo Pilat)
2. Ma ti penso, sai (Di Aldo Cazzulani, Noel Coutisson e Roberto Arnaldi)